# Bloque Cacique Nutibara de las AUC
El Bloque Cacique Nutibara (BCN) fue una estructura paramilitar colombiana vinculada a las Autodefensas Campesinas de Córdoba y Uraba (ACCU) y Autodefensas Unidas de Colombia (AUC) que surgió en 2001 y que operó en el Norte antioqueño, Nordeste antioqueño, Occidente Antioqueño y el Valle de Aburrá bajo el mando de Diego Fernando Murillo (alias Adolfo Paz) en las AUC y conocido en el mundo del narcotráfico como Don Berna. Este jefe paramilitar se encontraba preso en la cárcel de Cómbita en el departamento de Boyacá, a la que fue trasladado después de que presuntamente continuó delinquiendo desde la cárcel de Itagüí,y luego fue extraditado por el gobierno colombiano el 13 de mayo de 2008 a Estados Unidos.
Su llegada parecía el camino más eficaz del paramilitarismo para responder al reto de la urbanización del conflicto armado y disputar la hegemonía sobre Medellín a la alianza guerrillera y miliciana entre las FARC-EP y el ELN que se estaba estableciendo en los barrios periféricos y el centro de la ciudad. Fue el primer grupo paramilitar que se desmovilizó en el año 2003 con 868 hombres que entregaron 497 armas.

## Historia
El Bloque Cacique Nutibara retomó las experiencias de los anteriores combos armados ilegales que tuvieron presencia en la ciudad y que estaban al servicio de Pablo Escobar, jefe del Cartel de Medellín (que luego serían conocidos en conjunto como la Oficina de Envigado). Asimiló los resultados de todas las guerras y negociaciones adelantadas por ellos. Luego, apeló a las redes mafiosas de las oficinas de cobro y del narcotráfico en Medellín para hacerse con el monopolio de la fuerza y la coerción en aquellos territorios donde había milicias de las FARC-EP, ELN o bandas sin control. El 9 de mayo de 1996 en Medellín, paramilitares asesinaron a Oswaldo Olivo Águdelo Angulo de 39 años, miembro de CENAPROV, sindicalista bananero, afiliado SINTRAINAGRO, y militante del PCC-UP. Minutos antes había denunciado en la Asamblea de Antioquia el maridaje ejército y paramilitares en Urabá.
En poco tiempo sus hombres se adueñaron de los mercados de seguridad. Las redes mafiosas existentes en diversos barrios de Medellín triunfaron sobre los reductos milicianos y empezaron a controlar barrios que otrora sirvieron de base social a las milicias o al Bloque Metro de las AUC.
Entre el 16 y el 17 de octubre de 2002, las Fuerzas Militares de Colombia lanzaron un operativo en varias zonas de la ciudad de Medellín con el objetivo de desarticular las redes urbanas de las guerrillas de las FARC-EP y el ELN en la ciudad, la llamada Operación Orión. Tras la controversial y exitosa operación se empezaron a generar rumores respecto a que el BCN hizo parte de ella en alianza con las fuerzas militares, y que posteriormente tomó control del área eliminando hasta el último rezago de influencia guerrillera en la zona a través de sendas violaciones a los derechos humanos de la población civil. Don Berna confirmó tales rumores en su declaración a la Corte Federal del Distrito Sur de Nueva York.
Tras la derrota a las guerrillas en la Operación Orión, el BCN asumió el control territorial de la zona y continuó captando a algunas bandas y poniéndoles las reglas del juego. A otras, como La Terraza, las aniquiló matando a todos sus miembros. Pronto entró en conflicto con el Bloque Metro con quienes se empezó a disputar el poder en áreas como la Comuna 8, especialmente el barrio La Sierra y estratégicas municipalidades aledañas a Medellín como Bello, Itagüí y Envigado. De este período existe un documental llamado «La Sierra» que relata la disputa territorial de estas dos facciones paramilitares. Se ha sugerido que el conflicto se debió particularmente a las críticas de parte del Bloque Metro al resto de las AUC debido a la infiltración del narcotráfico, y a sus consiguientes críticas del hasta entonces incipiente proceso de paz iniciado con el gobierno de Álvaro Uribe. El álgido conflicto armado con el Bloque Metro dejó decenas de muertos y desplazados y concluyó con la derrota del Bloque Metro, que una vez desplazado de Medellín se refugió en el oriente antioqueño. Aislados y derrotados, sus hombres se fueron integrando a otros grupos de las autodefensas, en particular al BCN. El epílogo de esta historia fue el asesinato del comandante del Bloque Metro, Carlos Mauricio García (alias «Rodrigo Franco» o «Doble Cero») en una calle de Santa Marta, a donde se había ido a esconder tras haberse desarticulado la organización. Así, el BCN logró crear una estructura que articulaba diferentes nodos formados por los reductos de cada uno de estos sectores.
Según la Corporación Jurídica Libertad, con la presencia del BCN se redujo el número de homicidios en la zona, pero aumentó el de desapariciones forzadas, documentando más de 400 casos en la Comuna 13 entre 2002 y 2003. A partir de testimonios y búsquedas y denuncias por parte de las familias de estas víctimas se ha sugerido que algunos de los cuerpos de estos desaparecidos se encuentran en un vertedero de escombros en la zona llamado La Escombrera. La búsqueda de estos restos óseos ha sido muy difícil debido a la extensión del terreno y a que allí se depositaban diariamente montañas de escombros de concreto. En diciembre de 2024 se hallaron por primera vez restos humanos en el lugar, siendo dos de ellos identificados como «una joven de 20 años, coordinadora de un grupo juvenil deportivo, y un vendedor ambulante en condición de discapacidad, de 28 años, quienes fueron asesinados».

## Estructura
De acuerdo con Alonso, Giraldo y Sierra:
Para comprender este Bloque como una compleja red es preciso tener en cuenta cuatro anotaciones.
- La primera señala que una red existe si tiene un objetivo común. En el caso del BCN este objetivo es la extracción de rentas mediante medios criminales y el desarrollo de una estrategia de control social en la cual se combinan los elementos estrictamente contrainsurgentes con un accionar que tiene como objetivo crear un monopolio cerrado de oportunidades en torno al manejo de la economía ilegal en la ciudad y la región.[cita requerida]
- En segundo lugar, a pesar de la existencia de este objetivo común y de la articulación de los diferentes nodos en torno a él, cada una de las estructuras que dan forma a la red posee grados variables de autonomía o subordinación respecto a la estructura global y cada una de esas estructuras se inserta en la red desarrollando lógicas de acción que le son más o menos propias. El nodo paramilitar lo hace desde una lógica esencialmente contrainsurgente; las oficinas desde el monopolio de los mercados ilegales; las autodefensas desde el control territorial, y las bandas desde su lógica de microempresarios del crimen.[cita requerida]
- La tercera anotación señala que toda red está compuesta por nodos con “funciones especializadas conectadas por vínculos de mando independientes entre sí pero subordinados a una cédula superior. De acuerdo a las necesidades de la red, los [nodos] independientes pueden actuar coordinadamente, pero siguen haciendo parte de una estructura fragmentada y difusa”. En este sentido el BCN no puede considerarse como una red anárquica sino como organización con jerarquías anchas y horizontales. Hay nodos densos, como “Don Berna” y algunas oficinas. Y nodos o jerarquías livianas, como las autodefensas y las bandas.[cita requerida]
- Una cuarta consideración es la relación del BCN con el entorno. Todos los miembros de la red se relacionan entre sí a través de un conjunto de intermediarios, quienes además se vinculan permanentemente con el afuera. Esto permite entender las conexiones y apoyos brindados al proyecto paramilitar por sectores de la Policía y el Ejército, sectores de las elites políticas y sociales, y algunas comunidades.[cita requerida]

Planteada esta complejidad del tema paramilitar en Medellín y las múltiples conexiones legales e ilegales que lo sostienen y alimentan, el desmonte total de estas diferentes redes va a ser una tarea que requiere decisión, dedicación y recursos no solo del gobierno local y regional, sino también del nacional. Esa combinación de esfuerzos no parece fácil ni probable, dada la diversidad de intereses que hay en juego» [cita requerida]

Tomado de Alonso, M., Giraldo, J., Sierra, D. 2006. “Medellín: El complejo camino de la competencia armada”. En Camila de Gamboa (Ed.), Justicia transicional: Teoría y praxis, Bogotá, Universidad del Rosario.

## Desmovilización

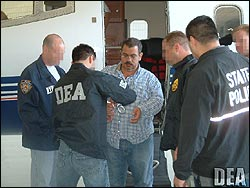
"Don Berna" extraditado el 13 de mayo de 2008.

Poco más de un año después de la entrada del BCN en la Comuna 13 tras la Operación Orión, y como parte de un proceso de negociación con el gobierno de Álvaro Uribe, 855 integrantes del BCN entregaron las armas en Medellín el 25 de noviembre de 2003, en una ceremonia pública transmitida por la televisión. La ceremonia fue recibida con escepticismo y pronto se hicieron públicos varios hechos que pusieron en cuestión la celebrada desmovilización, incluyendo varias denuncias respecto a que jóvenes de zonas marginadas fueron reclutados días antes de la ceremonia para hacerse pasar por miembros del BCN.
De los 868 miembros desmovilizados del BCN. De acuerdo con el Programa de Paz y Reconciliación de la Alcaldía de Medellín, el 0.53 % de los desmovilizados provenía de las guerrillas, el 9.48 % del Ejército, el 37.38 % de bandas, el 4,54 % de otros frentes paramilitares. El 48.1 % restante señalaba que no procedía de una organización previa. Si se asume que antes de la desmovilización del BCN gran parte de su ala militar y la mayoría de los integrantes de las oficinas se unieron al Bloque Héroes de Granada, y que una parte importante de ese 48.1 % hacía parte de redes del narcotráfico, es posible afirmar que la presencia de los sectores procedentes de las milicias y de otros frentes paramilitares es mucho mayor. [cita requerida]
En marzo de 2011, el capturado Freddy Rendón, alias ‘El Alemán,’ exjefe del Bloque Élmer Cárdenas de las AUC, dijo en audiencia que la desmovilización del Bloque Cacique Nutibara fue un montaje orquestado por Don Berna con el propósito de hacerse parte de los beneficios brindados a paramilitares desmovilizados como parte del proceso de Justicia y Paz lanzado por el gobierno de Álvaro Uribe. De acuerdo con Rendón, la desmovilización fue falsa e involucró uniformes y armas viejas, y apenas algunos de los desmovilizados eran miembros de las autodefensas. Rendón señaló como responsables también a varios miembros del gobierno quienes habrían presionado a la ceremonia con el fin de mostrar avances en el proceso de desmovilización y de mostrar una disminución en los niveles de violencia de la ciudad de Medellín. Otros líderes paramilitares confirmaron la versión de Rendón y señalaron además otras falsas desmovilizaciones tanto de bloques de las AUC como de la guerrilla. Por estas falsas desmovilizaciones, se dio orden de captura internacional en contra del entonces Comisionado de Paz del gobierno, Luis Carlos Restrepo. A pesar, pues, de la supuesta desmovilización, los resultados del proceso no han conllevado a confesiones ni reparación alguna en favor de las víctimas de la violencia perpetrada por el bloque paramilitar.